# 德語史
德语歷史（德語：deutsche Sprachgeschichte），狭义上始于公元8世纪中叶，当时出现了最早的古高地德语文本与词汇表。而在不久之前的7世纪，南德和中德地区的前德语方言通过“第二次辅音变迁”从西日耳曼语变体的连续体中分化出来。因此7世纪也可被视为德语的起点。古高地德語、中古高地德語和早期新高地德語這三種（先後相互繼承的）語言橫跨了整個神聖羅馬帝國的時代。在19和20世紀則是標準德語興起及方言衰退的時代。

## 高地德語

### 古高地德語

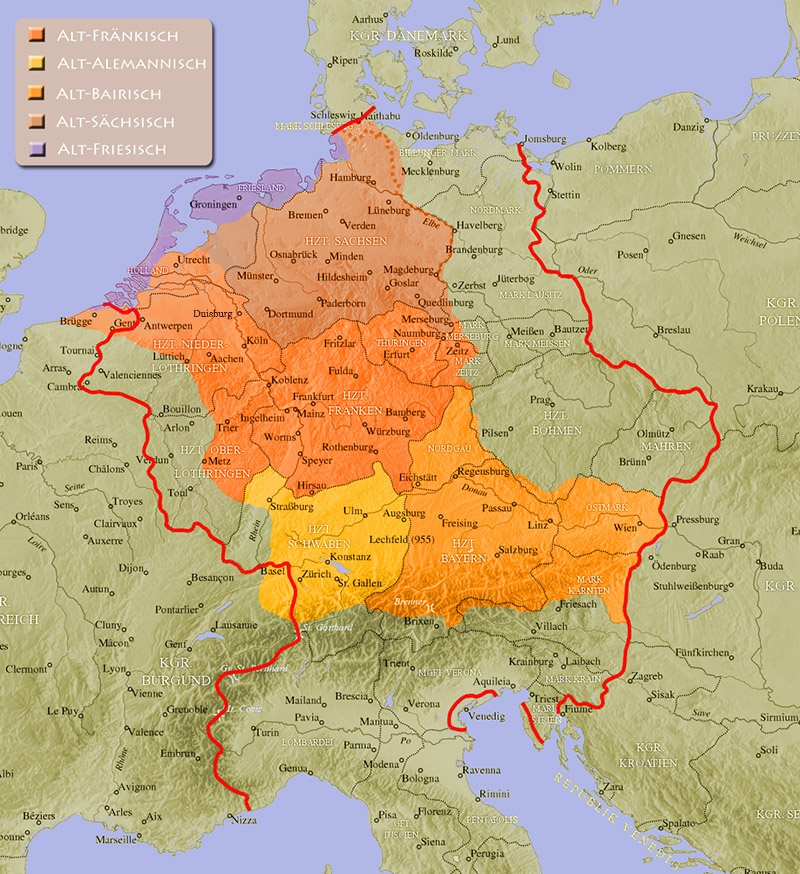
962年左右在神聖羅馬帝國內的德語使用區，並標出古阿勒曼尼語、古巴伐利亞語、古法蘭克語、古薩克森語和古弗里西語的使用區域

古高地德語最早的證據是來自於散見的、可追溯至6世紀的古弗薩克文（Elder Futhark）銘刻，其中的許多是阿勒曼尼語。古高地德語最早的單詞表─Abrogans，可追溯至8世紀時；而最早的連貫的文獻，如希爾德布蘭特之歌、慕斯皮利（Muspilli）和梅澤堡（Merseburg）咒語等，則可追溯至9世紀。

### 中古高地德語
中古高地德語（Mittelhochdeutsch）指的是西元1050年至1350年間的德語形式。在它先前的德語形式為古高地德語，之後為早期新高地德語。在某些較早期的學術物中，中古高地德語的年代可到1500年左右。

### 早期新高地德語

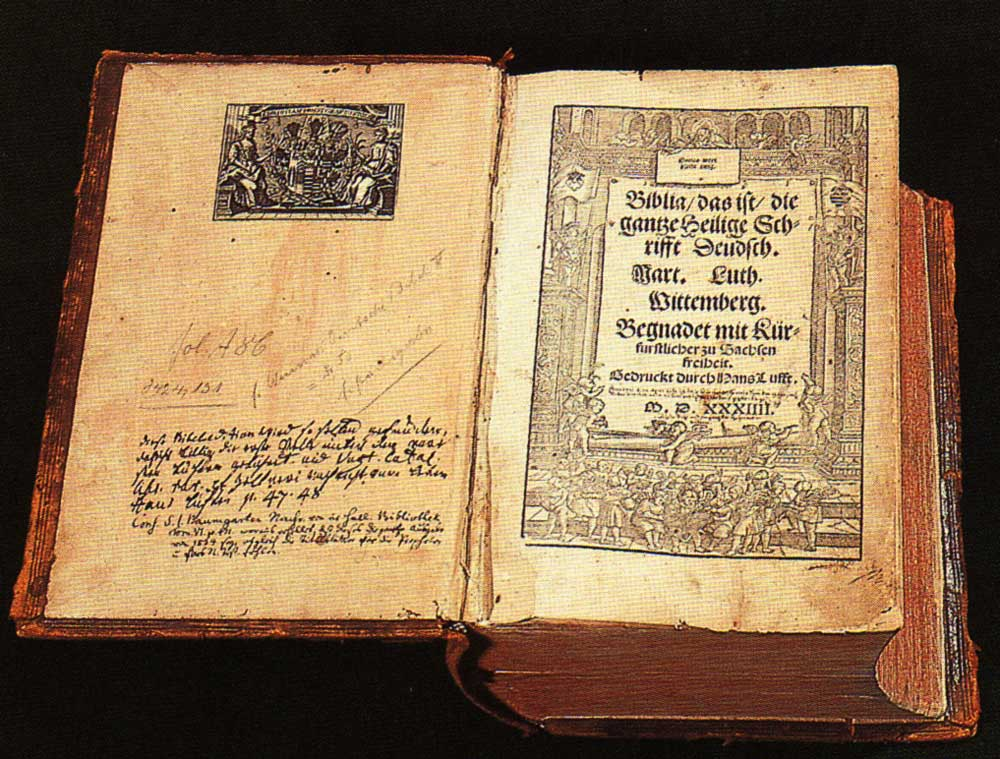
由新教改革者马丁·路德于1534年翻译的现代高地德语版本的基督教圣经 路德翻译的高地德语圣经广受欢迎，帮助确立了现代标准高地德语。

馬丁路德翻譯聖經時（德語新約出版於1522年，舊約出版於1534年），他的翻譯實際上是基於一個已經發展出來的早期新高地德語方言，這方言是當時最廣為人所知的方言。他用的語言是基於東部上德語和東中部德語、且保存了中古高地德語語法系統的方言（這和當時中部德語和上德語方言已開始丟失屬格和過去時的狀況不同）。開始時，這德語聖經在每個地區發行的版本都有著一張長長的列表，這張列表將在該區域不為人所知的單詞翻譯成當地的方言。羅馬天主教開始時拒絕路德的翻譯並嘗試撰寫自己的天主教版本（gemeines Deutsch），但這版本與所謂的「新教德語版」間只有一些小的差異。早期新高地德語的時代一直持續到18世紀中期一個廣為人知的標準出現為止。
路德的翻译主要基于萨克森的迈斯讷德语（Meißner Deutsch），他花了大量时间在萨克森当地居民中研究方言，以使这部作品尽可能自然且易于德语使用者理解。路德圣经的副本中往往附有长长的各地区词汇表，将当地人不熟悉的词汇翻译成该地区的方言。关于自己的翻译方法，路德曾说：
一个想说德语的人，不该去问拉丁文应当如何表达；他应当去问家中的母亲、街上的孩子、市场上的普通百姓，并细心观察他们的语言，然后据此翻译。这样人们才能听得懂，因为那才是德语。基督说「ex abundantia cordis os loquitur」（口说心声），如果我依照教皇党人的方式来翻译，那就是「aus dem Überflusz des Herzens redet der Mund」。但你告诉我，这算说德语吗？有哪个德国人听得懂这种东西？不，家中的母亲和普通人会说：「Wesz das Herz voll ist, des gehet der Mund über」（心中充满什么，口中就流露什么）。
路德将圣经翻译为高地德语，对德语的发展具有决定性意义，标志着德语从“早期新高地德语”向“现代标准德语”的演进。路德圣经的出版，是近代早期德国推动识字率提升的重要时刻，它促进了非地方性语言形式的发展，并使所有德语使用者接触到来自自己地区以外的德语形式。

## 低地德語
位於高地德語、盎格魯-弗里西語和低地法蘭克語等語言間交匯區的低地德語有著較不明確的語言歷史，這事顯示了西日耳曼語其實多少是個方言連續體。低地德語在中世紀早期受到盎格魯-弗里西語的強烈影響，之後在神聖羅馬帝國時代又受到高地德語的影響。在汉萨同盟於17世紀結束後，低地德語便被邊緣化而淪為地區方言。

### 古薩克森語
古薩克森語，又被稱作古低地德語，是西日耳曼語支的語言之一。它的紀錄自九世紀起出現，直至十二世紀變成中古低地德語為止。這語言為撒克遜人所用，通行於德國西北部的海岸地區及丹麥。它與盎格魯-弗里西語（古英語和古弗里西語）密切相關，並部份地受北海日耳曼語鼻音消失法則所影響。

### 中古低地德語
中古低地德語是現代低地德語的祖先。它在大約1100年至1500年間通行，並可分成東低地德語和西低地德語。與其鄰接並屬同一方言連續體的語言為於其西部的中古荷蘭語及於其南部、之後演變成早期新高地德語的中古高地德語。中古低地德語為汉萨同盟的通用語，通行於北海和波羅的海一帶。曾有一個基於呂貝克話的標準用語發展出來，但它從未被編彙起來。

## 19世紀
德語是涵蓋了中東歐廣大區域的哈布斯堡君主國的商業與政府語言。直到19世紀中期為止，它依舊是該地區多數鎮民的語言。說這語言表示這人是個商人或都市居民，而非表示其國籍。像布拉哈（德語布拉格（Prag））、布达佩斯（其成份之一的布達在德語中稱作Ofen）等一些都市在進入哈布斯堡統治後就逐漸地日耳曼化。像布拉迪斯拉发（德語普雷斯堡（Pressburg））等其他的都市則是在哈布斯堡時代時開始被殖民且在當時主要是一座德語城市。只有像米蘭（德語：Mailand）等一些都市依舊為非德語的城市。儘管被講其他語言的地區包圍，但當時像布拉格、利沃夫（德語倫貝格（Lemberg））布達佩斯、萨格勒布（德語阿格漢姆（Agram））和卢布尔雅那（德語萊巴赫（Laibach））等大多數的都市都是講德語的。
直到約1800年為止，標準德語都只是個書寫語言。在當時，對德國北部都市講與標準德語差異很大的方言的居民而言，學標準德語幾乎就像是學外語般，同時他們也嘗試將發出儘可能接近拼寫的發音，而當時的發音規範則將北德語的發音當成是標準發音，然而，標準德語的實際發音在當時在不同地區是不一樣的。
書寫和媒體幾乎都使用標準德語（在德語中標準德語常稱作Hochdeutsch），標準德語在所有講德語的地方都為人所了解（在瑞士等只說方言的地區的幼稚園小朋友為例外，但在現代這個電視時代，就連小朋友也在學齡前就開始學習理解標準德語）。
格林兄弟在1852年至1860年間分16部份發行的第一本詞典至今依舊是對於德語單詞最全面的導引書。

## 20世紀

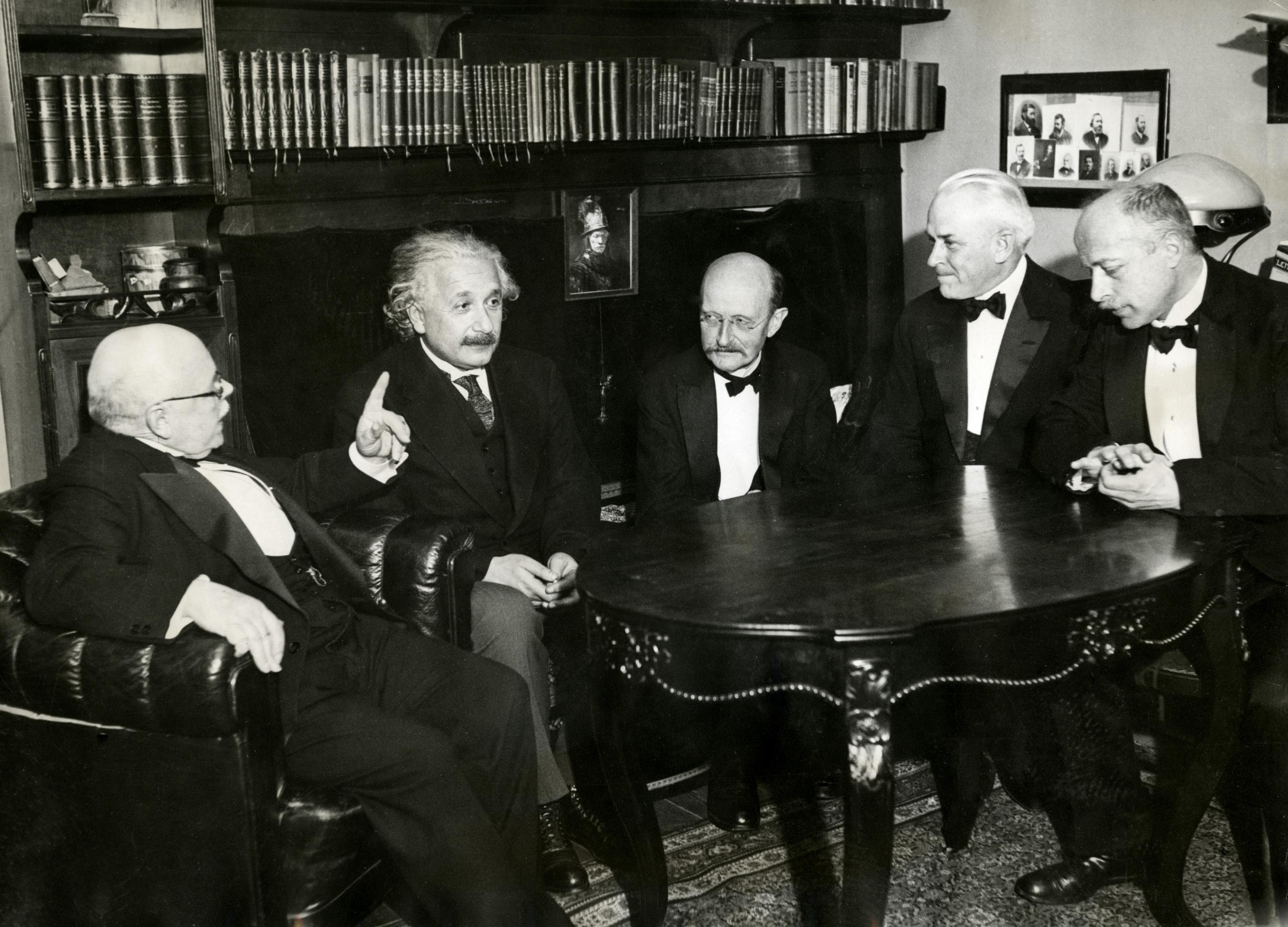
1931年11月11日，柏林的馮·勞厄家中的聚会，左起为瓦爾特·能斯特、阿尔伯特·爱因斯坦、马克斯·普朗克、羅伯特·密立根和馬克斯·馮·勞厄，1850-1950這百年是德語和德國科技的巔峰時期

1880年代，德語的語法和拼寫的規則首見於杜登手冊中。1901年，這手冊的內容被當成是德語的標準。標準德語的拼寫直至德國、奧地利、列支敦士登和瑞士政府正式頒布1996年德語正寫法改革前，都基本上未進行修改。在德語正寫法改革後，在一段時間內，改革後的拼寫法在學校教授，而傳統和改革的拼寫法則在媒體中混用。
19世纪晚期，德语取代拉丁语成为西方科学的通用语（lingua franca），并在整个20世纪上半叶始终是科学的主要语言。那个时代许多最伟大的科学论文最初都是以德语发表的，例如阿尔伯特·爱因斯坦1905年的奇迹年论文。
一切随着第二次世界大战的结束而改变。1945年后，三分之一的德国研究人员和教师由于与第三帝国的牵连而被解职；另有三分之一早已被纳粹政权驱逐或杀害；还有三分之一则年事已高。因此一代相对年轻却未经充分训练的德国学者，面对着在战后重建时期（1945–1990）重建德国科学的艰巨任务。此時，“德国、德国科学以及作为科学语言的德语，已经在科学界丧失了原本的领导地位”。

## 外部連結
- Jost Gippert: Indogermanische Sprachen und ihre Bezeugungstiefe （德文）
- Germanisch-deutsche Sprachgeschichte （德文）
- Überblick über die Geschichte der deutsche Sprache （页面存档备份，存于） （德文）
- Deutsche Sprachgeschichte – Quellen, Wortlisten （德文）